# Масштаб цін
Масштаб цін (англ. scale of price ) - характеристика грошової системи країни, що визначає купівельну спроможність одиниці її валюти на внутрішньому ринку. У теорії грошей - категорія, пов'язана з функцією грошей як міри вартості. З введенням масштабу цін гроші використовуються як засіб обліку, виконуючи функцію рахунку, а не вимірювання. 
Для національних грошових систем, що використовували прив'язку одиниці валюти до умовленої вагової кількості дорогоцінного металу (найчастіше золоту; ця фінансова політика передбачає «підтримка офіційної ціни золота» ), категорія масштабу цін тісно пов'язана з головною функцією грошей — мірою вартості. В епоху, коли кожна держава декларувала «вагову кількість металу (золота або срібла), прийнята в цій країні як грошова одиниця та її кратні частини»  (визначення «масштабу цін» у БСЕ, 1974 рік), масштаби цін кожної пари країн співвідносилися пропорційно до їх валютних курсів, що розраховуються за золотим змістом.
В умовах демонетизації золота — відмови держав від підтримки офіційної ціни золота, що мало місце в 1971—1973 роках і спричинив у 1976 році розпад історично останньої валютної системи, заснованої на золоті, Бреттон-Вудській — міжкраїнні зіставлення масштабів цін втратили «золоту основу, "Загального еквівалента". У нових умовах для цього використовується приблизний показник паритету купівельної спроможності (англ. purchasing power parity ); скорочено англ. PPP укр.ПКС . Це агрегатний показник, в основу якого кладуться співвідношення «товарних кошиків» (сум цін довільного набору товарів, кожен з яких взятих у заданій кількості), склад яких кожен аналітик формує самостійно; загального стандарту тут немає  .
Валютні курси також певною мірою відображають міжкраїнні співвідношення масштабів цін, проте при цьому можуть мати місце суттєві відхилення і від ПКС, і особливо від співвідношень цін за індивідуальними парами товарів. Зазначена нестабільність національних грошових систем та міжнародної валютної системи, відсутність «загального еквівалента», нерівномірність інфляційних процесів — усе це створює постійно чинні передумови спекуляцій на валютних і кредитних ринках, які були відсутні в епоху золотого стандарту  .

## Масштаб цін у теорії грошей
До появи грошей як «посередника» рух товару від виробника до споживача здійснювалося з урахуванням рахунки «натуральних показниках». Рахунок у натуральних одиницях вівся не тільки при розподілі та перерозподілі новостворених матеріальних благ між членами суспільства, але і в більш складних економічних відносинах - кредитуванні (борг і відсоток фіксувалися в натурі), плануванні (видача виробничих завдань бригадам у Стародавньому Єгипті) , розподіл прибутку (торгові експедиції у стародавньому Вавилоні).
Розглядаючи історію виникнення грошей, виділення золота із загального товарного ряду на роль «особливого товару», який виконує додаткове функціональне навантаження — бути грошима — К. Маркс представив цей процес філософськи, у системі абстрактних категорій «форм вартості». У хронологічній послідовності переходу від однієї форми до іншої — a) проста (поодинока); b) повна (розгорнута); c) загальна; d) грошова форма — золото поступово хіба що набирає «суспільний авторитет і визнання», і, зрештою, у грошовій формі монети набуває особливої, нової якості — бути грошима у силу змісту (золото як еквівалент трудовитрат), а й форми — як монета як знак вартості   .
Псування монети, а згодом і введення в обіг свідомо «неповноцінних» мідних монет із примусовим курсом здавна використовувалися князями, королями та іншими суверенними емітентами з метою покриття « дефіциту бюджету », нестачі коштів у скарбниці. Цьому передував важливий зрушення у психології мас: грошові назви вагових частин металу відокремилися у побутовому сприйнятті від аналогічних найменувань заходів ваги  (пор. с.110). Слова « фунт », «песо» (вага) починають по-різному сприйматися щодо грошових металів та інших товарів. "При металевому обігу готові назви вагового масштабу завжди утворюють і первісні назви грошового масштабу, або масштабу цін"  .
Повінь фінансових систем неповноцінними засобами обігу рано чи пізно завершувалося підвищенням цін. У перерахунку реальне зміст золота пропорції товарообміну проти колишньої епохою у своїй значно змінюються; змінюється (збільшується) лише кількість грошових одиниць, яка коштує тепер товар. Іншими словами, «за незмінної вартості золота ціни товарів змінюються залежно від того, скільки золота за законом і фактично є підставою масштабу цін. Якщо золоте зміст грошової одиниці зменшується, ціни всіх товарів, виражених у ній, повинні зрости»  . Таким чином вважалося, що свою функцію міри вартості гроші, обіг яких було засновано на золоті, виконують тим краще, чим незмінніший масштаб цін.